# Rhyacia ledereri
Rhyacia ledereri là một loài bướm đêm thuộc họ Noctuidae. Nó được tìm thấy ở miền nam Urals, from Trung Á tới miền nam Xibia to vùng Amur và in Mông Cổ, Trung Quốc, Tây Tạng và miền bắc Ấn Độ.